# Myriopteris alabamensis
Myriopteris alabamensis är en kantbräkenväxtart som först beskrevs av Buckley, och fick sitt nu gällande namn av Grusz och Windham. Myriopteris alabamensis ingår i släktet Myriopteris och familjen Pteridaceae. Inga underarter finns listade.